# 格雷戈里·保罗
格雷戈里·斯格特·保罗（英語：Gregory Scott Paul，1954年12月24日—）美国古生物学独立研究学者、作家、插图画家，因对兽脚亚目的研究和活灵活现的插图而知名。他曾参与《侏罗纪公园》的制作。